# Torhaus Breitfurt
Torhaus Breitfurt ist ein Gemeindeteil der Gemeinde Hafenlohr im unterfränkischen Landkreis Main-Spessart in Bayern.

## Geographie
Das Forsthaus Torhaus Breitfurt liegt in der Gemarkung Windheim im Spessart im Tal der Hafenlohr an der Kreisstraße MSP 26 zwischen Lindenfurterhof und Hubertushöhe.

## Geschichte
Das Torhaus Breitfurt wurde in den Jahren 1817 bis 1819 im Rahmen des Zaunbaus für den Löwensteinschen Wildpark als Forst- und Torhaus errichtet.